# Перелік програмних поштових серверів
Це перелік програмних поштових серверів: агенти передачі пошти,  агенти доставки пошти та інші комп'ютерні програми, які підтримують електронну пошту.

## Статистика застосування
Всі дані обов'язково потребують оцінювання, оскільки важко отримати інформацію про поштовий сервер; є мало достовірних першоджерел, а також неузгоджені методології для їх збору.
Огляди, що досліджують системи, з Інтернету, як правило, намагаються ідентифікувати системи через їх банер або інші ідентифікуючі ознаки; і повідомляють що Postfix і Exim є домінуючими, з більш ніж 80 % усіх поштових серверів .

## SMTP
- agorum core
- Apache James
- Axigen
- Citadel
- CommuniGate Pro
- Courier
- Eudora Internet Mail Server
- Exim
- FirstClass
- Gordano Messaging Suite
- Halon
- Haraka
- HMailServer
- IBM Lotus Domino
- IceWarp Mail Server
- Ipswitch IMail Server
- Ironport
- Kerio Connect
- MailEnable
- Mailtraq
- MDaemon
- Mercury Mail Transport System
- MeTA1
- Microsoft Exchange Server
- MMDF
- Novell NetMail
- OpenSMTPD
- Openwave Systems
- Open-Xchange
- Oracle Beehive
- Oracle Communications Messaging Server
- Postfix
- qmail
- qpsmtpd
- Scalix
- Sendmail
- Smail
- SparkEngine
- Sun Java System
- Synovel Collabsuite
- Univention Corporate Server
- WinGate
- Zarafa
- Zentyal
- Zimbra
- ZMailer

## POP/IMAP
- agorum core
- Apache James
- Axigen
- Bongo
- Citadel/UX
- CommuniGate Pro
- Courier Mail Server
- Cyrus IMAP server
- Dovecot
- Eudora Internet Mail Server
- FirstClass
- Gordano Messaging Suite
- hMailServer
- IceWarp Mail Server
- Ipswitch IMail Server
- IBM Lotus Domino
- Kerio Connect
- Mailtraq
- MDaemon
- Mercury Mail Transport System
- Microsoft Exchange Server
- Novell GroupWise
- Novell NetMail
- Open-Xchange
- Oracle Beehive
- Oracle Communications Messaging Server
- Synovel Collabsuite
- UW IMAP
- WinGate
- Zarafa
- Zentyal
- Zimbra

## Фільтрування електронної пошти
- Anti-Spam SMTP Proxy
- Axigen
- Bogofilter
- Clearswift Secure Email Gateway
- DSPAM
- Gordano Messaging Suite
- Halon
- IceWarp Mail Server
- MailChannels
- MailScanner
- Mailtraq
- MDaemon
- Mimecast
- MIMEDefang
- Procmail
- PureMessage
- SurfControl
- SpamAssassin
- WinGate
- Webroot
- Proofpoint, Inc.[3]